# Euphoresia labiata
Euphoresia labiata är en skalbaggsart som beskrevs av Brenske 1901. Euphoresia labiata ingår i släktet Euphoresia och familjen Melolonthidae. Inga underarter finns listade i Catalogue of Life.